# Recloses
Recloses és un municipi francès, situat al departament de Sena i Marne i a la regió de Illa de França. L'any 2007 tenia 687 habitants.
Forma part del cantó de Fontainebleau, del districte de Fontainebleau i de la Comunitat d'aglomeració del Pays de Fontainebleau.

## Demografia

### Població
El 2007 la població de fet de Recloses era de 687 persones. Hi havia 260 famílies, de les quals 68 eren unipersonals (32 homes vivint sols i 36 dones vivint soles), 68 parelles sense fills, 112 parelles amb fills i 12 famílies monoparentals amb fills.
La població ha evolucionat segons el següent gràfic:
Habitants censats

### Habitatges
El 2007 hi havia 373 habitatges, 267 eren l'habitatge principal de la família, 72 eren segones residències i 34 estaven desocupats. 349 eren cases i 22 eren apartaments. Dels 267 habitatges principals, 228 estaven ocupats pels seus propietaris, 30 estaven llogats i ocupats pels llogaters i 9 estaven cedits a títol gratuït; 4 tenien una cambra, 17 en tenien dues, 32 en tenien tres, 57 en tenien quatre i 157 en tenien cinc o més. 195 habitatges disposaven pel capbaix d'una plaça de pàrquing. A 104 habitatges hi havia un automòbil i a 144 n'hi havia dos o més.

### Piràmide de població
La piràmide de població per edats i sexe el 2009 era:
| Homes | Edats   | Dones |
| ----- | ------- | ----- |
| 0     | 95 o +  | 0     |
| 0     | 90 a 94 | 0     |
| 8     | 85 a 89 | 4     |
| 0     | 80 a 84 | 8     |
| 8     | 75 a 79 | 16    |
| 4     | 70 a 74 | 12    |
| 20    | 65 a 69 | 16    |
| 16    | 60 a 64 | 16    |
| 4     | 55 a 59 | 4     |
| 28    | 50 a 54 | 16    |
| 32    | 45 a 49 | 36    |
| 20    | 40 a 44 | 24    |
| 16    | 35 a 39 | 20    |
| 24    | 30 a 34 | 32    |
| 24    | 25 a 29 | 20    |
| 24    | 20 a 24 | 8     |
| 20    | 15 a 19 | 32    |
| 20    | 10 a 14 | 12    |
| 12    | 5 a 9   | 12    |
| 16    | 0 a 4   | 12    |

## Economia
El 2007 la població en edat de treballar era de 445 persones, 336 eren actives i 109 eren inactives. De les 336 persones actives 318 estaven ocupades (172 homes i 146 dones) i 18 estaven aturades (5 homes i 13 dones). De les 109 persones inactives 38 estaven jubilades, 33 estaven estudiant i 38 estaven classificades com a «altres inactius».

### Ingressos
El 2009 a Recloses hi havia 272 unitats fiscals que integraven 704,5 persones, la mediana anual d'ingressos fiscals per persona era de 27.983 €.

### Activitats econòmiques
Dels 27 establiments que hi havia el 2007, 1 era d'una empresa de fabricació de material elèctric, 1 d'una empresa de fabricació d'altres productes industrials, 3 d'empreses de construcció, 4 d'empreses de comerç i reparació d'automòbils, 1 d'una empresa d'hostatgeria i restauració, 1 d'una empresa d'informació i comunicació, 3 d'empreses immobiliàries, 11 d'empreses de serveis i 2 d'entitats de l'administració pública.
Dels 6 establiments de servei als particulars que hi havia el 2009, 1 era un guixaire pintor, 1 fusteria, 1 lampisteria i 3 agències immobiliàries.
L'any 2000 a Recloses hi havia 3 explotacions agrícoles.

## Equipaments sanitaris i escolars
El 2009 hi havia una escola elemental integrada dins d'un grup escolar amb les comunes properes formant una escola dispersa.

## Poblacions més properes
El següent diagrama mostra les poblacions més properes.